# Manual dos Jogos Olímpicos
O Manual dos Jogos Olímpicos é um livro infantil publicado pela Editora Abril em 1980. Como parte da série de Manuais Disney, a obra tem Pateta como personagem principal e reúne informações sobre a origem dos Jogos Olímpicos na Antiguidade clássica, descrições das modalidades esportivas em disputa e um panorama histórico de cada um dos Jogos da era moderna. Foi lançado por ocasião dos Jogos Olímpicos de Moscou. A maior parte de seu conteúdo foi aproveitado na Biblioteca do Escoteiro-Mirim e na coleção Manuais Disney (Nova Cultural). Em 1992 foi lançada uma segunda edição, com capa diferente e conteúdo atualizado, relativa aos Jogos de Barcelona.